# Samir de los Caños
Samir de los Caños település Spanyolországban,  Zamora tartományban. Samir de los Caños Fonfría, Rabanales, Gallegos del Río, Vegalatrave és Losacino községekkel határos. Lakosainak száma 156 fő (2024).

## Népesség
A település népessége az utóbbi években az alábbiak szerint változott:
| Lakosok száma | 233  | 225  | 211  | 207  | 205  | 190  | 174  | 174  | 163  | 156  |
|               | 2001 | 2004 | 2007 | 2009 | 2012 | 2014 | 2017 | 2019 | 2022 | 2024 |